# It's Only Love (Rita Coolidge)
| Recensione | Giudizio |
| ---------- | -------- |
| AllMusic   | [ 1 ]    |

It's Only Love è un album discografico di Rita Coolidge, pubblicato dalla casa discografica A&M Records nel novembre del 1975.
L'album si piazzò all'ottantacinquesimo posto nella classifica statunitense The Billboard 200.

## Tracce
Lato A
1. Born to Love Me – 3:38 (bob Morrison)
2. I Wanted It All – 3:05 (Jackie DeShannon, John Bettis)
3. Keep the Candle Burning – 3:12 (Benny Gallagher, Graham Lyle)
4. Don't Let Love Pass You By – 3:38 (Donnie Fritts, Eddie Hinton)
5. It's Only Love – 3:25 (Bob Morrison)

Lato B
1. Star – 3:26 (Donna Weiss)
2. Late Again – 4:10 (Kris Kristofferson)
3. My Rock and Roll Man – 3:16 (Troy Seals, Mentor Williams, Eddie Setser)
4. Mean to Me – 4:37 (Roy Turk, Fred Ahlert)
5. Am I Blue – 4:37 (Grant Clarke, Harry Akst)

## Formazione
- Rita Coolidge - voce, cori
- Jerry McGee - chitarra
- Al Perkins Jr. - pedal steel guitar
- Dean Parks - chitarra
- Barbara Carroll - pianoforte (brani: Mean to Me e Am I Blue)
- Booker T. Jones - organo Hammond (brano: Star)
- Fred Tackett - chitarra
- Mike Utley - tastiera
- Leland Sklar - basso
- Sammy Creason - batteria
- Chuck Domanico - basso (brani: Mean to Me e Am I Blue)
- Bobbye Hall - percussioni
- Colin Bailey - batteria (brani: Mean to Me e Am I Blue)
- Venetta Fields, Clydie King, Shelie Matthews, Brooks Hunnicutt, Jennifer Warnes, Petsye Powell - cori

Note aggiuntive
- David Anderle - produttore
- Registrato e mixato al Sunset Sound Studios di Los Angeles, California
- John Heny e Kent Nebergall - ingegneri delle registrazioni
- Marty Lewis - ingegnere del remixaggio
- Masterizzato da Doug Sax al The Mastering Lab di Los Angeles
- Roland Young - art direction
- Junie Osaki - design album
- Bob Jenkins - fotografie[4]